# Kirchspiel Metelen
Kirchspiel Metelen war bis 1938 eine Gemeinde im Kreis Steinfurt in der damaligen Provinz Westfalen. Ihr Gebiet gehört heute zur Gemeinde Metelen im Kreis Steinfurt in Nordrhein-Westfalen. Die Gemeinde war eine der im Münsterland mehrfach vorkommenden „Kirchspielgemeinden“, die das bäuerliche Umland eines Kirchorts umfassten.

## Geografie

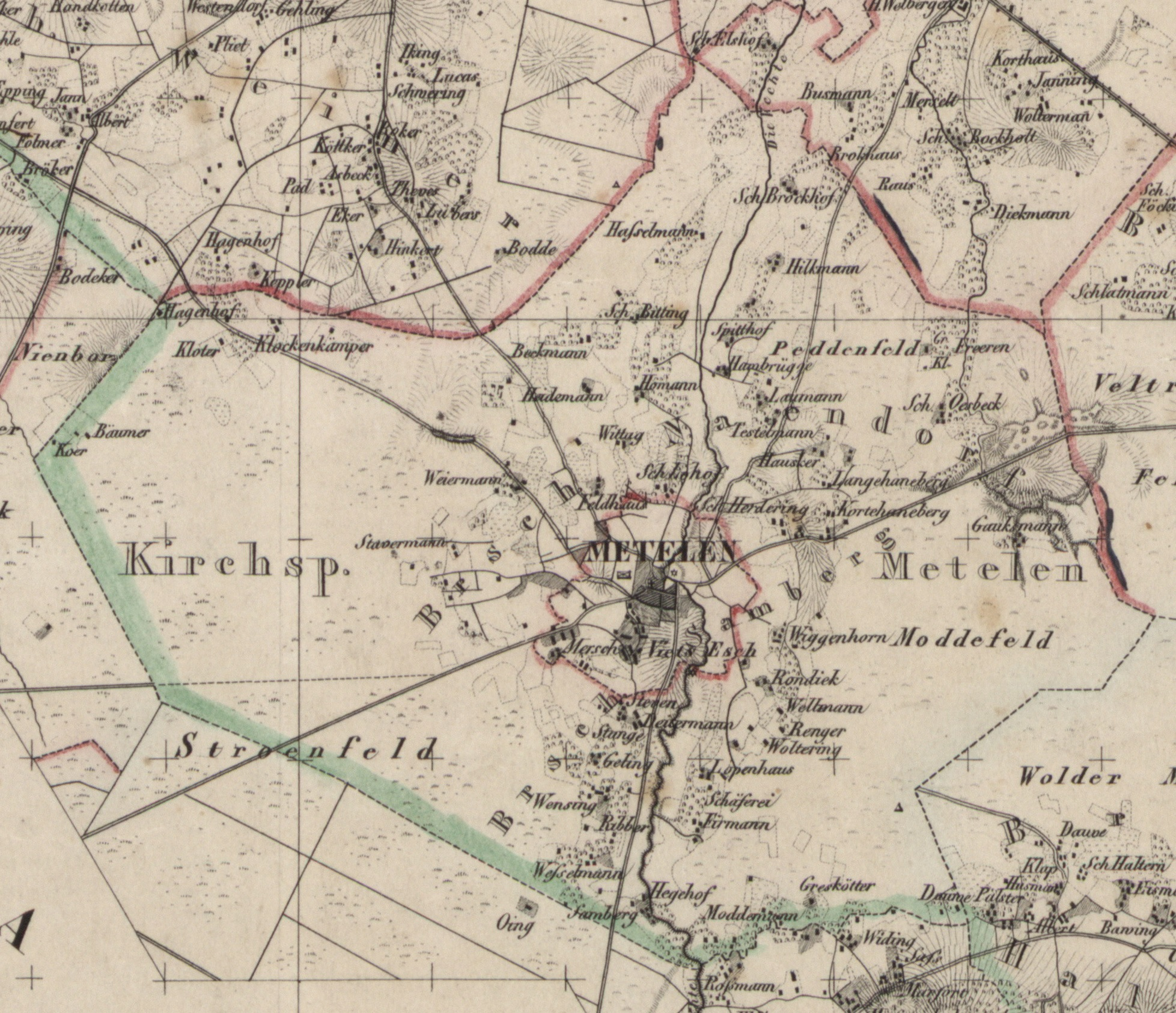
Wigbold und Kirchspiel Metelen mit den zugehörigen Bauerschaften im 19. Jahrhundert

Die Gemeinde Kirchspiel Metelen umschloss das Wigbold Metelen und besaß eine Fläche von 38 km². Sie bestand aus den Bauerschaften Naendorf und Samberg.

## Geschichte
Das Gebiet der Gemeinde gehörte nach der Napoleonischen Zeit zunächst zur Bürgermeisterei Metelen im 1816 gegründeten Kreis Steinfurt. Mit der Einführung der Westfälischen Landgemeindeordnung wurde 1844 aus der Bürgermeisterei Metelen das Amt Metelen, zu dem das Wigbold Metelen sowie die Gemeinde Kirchspiel Metelen (seinerzeit auch Außengemeinde Metelen genannt) gehörten. Am 1. Oktober 1937 wurden Wigbold und Kirchspiel Metelen zur Gemeinde Metelen zusammengeschlossen.

## Einwohnerentwicklung
| Jahr | Einwohner | Quelle |
| ---- | --------- | ------ |
| 1832 | 716       | [ 4 ]  |
| 1858 | 798       | [ 5 ]  |
| 1885 | 710       | [ 6 ]  |
| 1910 | 736       | [ 7 ]  |
| 1933 | 996       | [ 1 ]  |